# Zbyněk Kočvar
Zbyněk Kočvar (* 6. duben 1950 Náchod) je český typograf, grafický designér a pedagog.

## Životopis
Po maturitě na náchodském gymnáziu se vyučil litografem v tiskárně v Červeném Kostelci. V letech 1972–1978 studoval na VŠUP v ateliéru prof. Eugena Weidlicha a Rostislava Vaňka. Od roku 1994 učí grafický design a typografii na Vyšší odborné škole grafické a Střední průmyslové škole grafické v Praze Hellichově ulici.

## Dílo

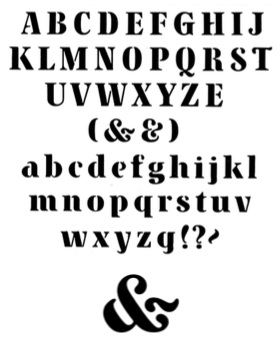
Písmo Bastion (1976)

V 70. letech navrhl písmo Bastion a na přání Oldřicha Hlavsy vytvořil transkripci nerealizovaného návrhu antikvy V. H. Brunnera pro knihu Typografia II. Smyslem této transkripce bylo kresebné sjednocení liter, odstranění některých příliš dobových prvků a vytvoření chybějících znaků – číslic a diakritiky. Graficky upravoval knihy pro několik pražských nakladatelství, např. Státní pedagogické nakladatelství, Československý spisovatel, Naše vojsko. Spolupráce s nakladatelstvím Vyšehrad trvá už 30 let, v nichž navrhl několik edičních řad i mnoho samostatných knih. Vytvořil řadu poštovních známek. Příležitostně se věnuje i výstavní grafice. V roce 1982 to byla např. výstava architekta Pavla Janáka v pražských Emauzích, později výstava Adolfa Benše ve Fragnerově galerii. Koncem 80. let vytvořil grafický design expozic Uměleckoprůmyslového muzea v Praze. Několik výstav navrhl pro grafickou školu ve Staroměstské radnici, Karolinu i v mimopražských galeriích.